# مارغريت هالي
مارغريت هالي (بالإنجليزية: Margaret Haley)‏ هي مربية أمريكية، ولدت في 15 نوفمبر 1861 في جوليت في الولايات المتحدة، وتوفيت في 6 يناير 1939 في شيكاغو في الولايات المتحدة بسبب نوبة قلبية.

## وصلات خارجية
- مارغريت هالي على موقع الموسوعة البريطانية (الإنجليزية)